# Dombeya blattiolens
Dombeya blattiolens är en malvaväxtart som beskrevs av Frappier och Eugène Jacob de Cordemoy. Dombeya blattiolens ingår i släktet Dombeya och familjen malvaväxter. Inga underarter finns listade i Catalogue of Life.